# Upeneus sulphureus
Upeneus sulphureus es una especie de peces de la familia Mullidae en el orden de los Perciformes.

## Morfología
Los machos pueden llegar alcanzar los 23 cm de longitud total.

## Distribución geográfica
Se encuentra desde el África Oriental hasta el sureste de Asia,  China, norte de Australia y Fiyi.

## Hábitat
Es un pez de mar.